# Македонианство
Македонианството е ерес в християнството, основана от Македоний I и осъдена от членовете на Пентархията по време на Втория вселенски събор в Константинопол от 381 година, свикан специално заради заплахата от разпространението на ереси. Македонианството се развива като ерес в тълкуването на тринитарния въпрос, подобно на арианството. Македонианството е по-нататъшното развитие на арианството, но е оформено от полуариани. Смята се, че Македоний започва да учи неправославни идеи докато е константинополски епископ или по-късно.

## Същност
Македонианите смятат, че Бог отец, Свети дух и Иисус Христос не са равнопоставени и единосъщи - според тях Светият дух не е божество, а е служебно създание, подобно на ангелите.